# Ziua statalității (Lituania)
Ziua statalității este o sărbătoare publică anuală în Lituania sărbătorită la 6 iulie la comemorarea încoronării la 1253 a lui Mindaugas ca primul și unicul rege al Lituaniei. Data exactă a acestui eveniment este disputată și a fost aleasă conform speculațiilor lui Edvard Gudavičius, formulată în 1989. Ziua a fost sărbătorită oficial începând de la 1991.